# Kansallinen Liiga
La Kansallinen Liiga ('Liga Nacional'; llamada entre 1974-2006: Naisten SM-sarja y entre 2006-2019 Naisten Liiga) es la máxima división de fútbol femenino de Finlandia. Fue fundada en 1971.

## Equipos 2020
| Equipo                       | Ciudad    | Estadio                    |
| ---------------------------- | --------- | -------------------------- |
| FC Honka Espoo               | Espoo     | Tapiolan Urheilupuisto     |
| HJK Helsinki                 | Helsinki  | Telia 5G Arena             |
| FC Ilves Tampere             | Tampere   | Tammela Stadion            |
| Jyväskylän Pallokerho (JyPK) | Jyväskylä | Harjun stadion             |
| Kuopion Palloseura (KuPS)    | Kuopio    | Savon Sanomat Areena       |
| Pallokerho-35 (PK-35)        | Helsinki  | MagneCit Arena             |
| PK-35 Vantaa                 | Vantaa    | Myyrmäen jalkapallostadion |
| Tikkurilan Palloseura (TiPS) | Vantaa    | Tikkurilan urheilupuisto   |
| Turun Palloseura (TPS Turku) | Turku     | Turun urheilupuisto        |
| Åland United                 | Lemland   | Wiklöf Holding Arena       |

## Palmarés
Palmarés histórico de la primera división femenina de Finlandia.
| Temporada         | Campeón                   | Subcampeón                |
| Naisten SM-sarja  | Naisten SM-sarja          | Naisten SM-sarja          |
| ----------------- | ------------------------- | ------------------------- |
| 1971              | HJK Helsinki              | VPS Vaasa                 |
| 1972              | HJK Helsinki              | HIFK                      |
| 1973              | HJK Helsinki              | Koparit PT                |
| 1974              | HJK Helsinki              | TPS Turku                 |
| 1975              | HJK Helsinki              | TPS Turku                 |
| 1976              | Kemin Into                | HJK Helsinki              |
| 1977              | Kemin Into                | TPS Turku                 |
| 1978              | TPS Turku                 | HJK Helsinki              |
| 1979              | HJK Helsinki              | TPS Turku                 |
| 1980              | HJK Helsinki              | TPS Turku                 |
| 1981              | HJK Helsinki              | Puotinkylän Valtti        |
| 1982              | Puotinkylän Valtti        | Turun Pyrkivä             |
| 1983              | Puotinkylän Valtti        | TPS Turku                 |
| 1984              | HJK Helsinki              | TPS Turku                 |
| 1985              | Kaunis Nainen Futis (KNF) | HJK Helsinki              |
| 1986              | HJK Helsinki              | Kaunis Nainen Futis (KNF) |
| 1987              | HJK Helsinki              | Kaunis Nainen Futis (KNF) |
| 1988              | HJK Helsinki              | Herttoniemen Toverit      |
| 1989              | PP-Futis                  | Herttoniemen Toverit      |
| 1990              | Helsinki United           | HJK Helsinki              |
| 1991              | HJK Helsinki              | Herttoniemen Toverit      |
| 1992              | HJK Helsinki              | FC Ilves Tampere          |
| 1993              | FC Kontu                  | HJK Helsinki              |
| 1994              | Malmin Palloseura         | Turun Pyrkivä             |
| 1995              | HJK Helsinki              | FC Kontu                  |
| 1996              | HJK Helsinki              | PuiU                      |
| 1997              | HJK Helsinki              | Malmin Palloseura         |
| 1998              | HJK Helsinki              | Malmin Palloseura         |
| 1999              | HJK Helsinki              | Malmin Palloseura         |
| 2000              | HJK Helsinki              | Turun Pyrkivä             |
| 2001              | HJK Helsinki              | Malmin Palloseura         |
| 2002              | FC United                 | HJK Helsinki              |
| 2003              | Malmin Palloseura         | HJK Helsinki              |
| 2004              | FC United                 | HJK Helsinki              |
| 2005              | HJK Helsinki              | FC Espoo                  |
| 2006              | FC Honka Espoo            | FC United                 |
| Naisten Liiga     |                           |                           |
| 2007              | FC Honka Espoo            | HJK Helsinki              |
| 2008              | FC Honka Espoo            | HJK Helsinki              |
| 2009              | Åland United              | FC Honka Espoo            |
| 2010              | PK-35 Vantaa              | HJK Helsinki              |
| 2011              | PK-35 Vantaa              | HJK Helsinki              |
| 2012              | PK-35 Vantaa              | Åland United              |
| 2013              | Åland United              | PK-35 Vantaa              |
| 2014              | PK-35 Vantaa              | Åland United              |
| 2015              | PK-35 Vantaa              | FC Ilves Tampere          |
| 2016              | PK-35 Vantaa              | TPS Turku                 |
| 2017              | FC Honka Espoo            | PK-35 Vantaa              |
| 2018              | PK-35 Vantaa              | HJK Helsinki              |
| 2019              | HJK Helsinki              | FC Honka Espoo            |
| Kansallinen Liiga |                           |                           |
| 2020              | Åland United              | TiPS                      |
| 2021              | KuPS Kuopio               | TiPS                      |
| 2022              | KuPS Kuopio               | HJK Helsinki              |
| 2023              | KuPS Kuopio               | HJK Helsinki              |
| 2024              | HJK Helsinki              | KuPS Kuopio               |

## Títulos por club
| Club                      | Campeón | Años campeón |
| ------------------------- | ------- | --- |
| HJK Helsinki              | 24      | 1971, 1972, 1973, 1974, 1975, 1979, 1980, 1981, 1984, 1986, 1987, 1988, 1991, 1992, 1995, 1996, 1997, 1998, 1999, 2000, 2001, 2005, 2019, 2024 |
| PK-35 Vantaa              | 7       | 2010, 2011, 2012, 2014, 2015, 2016, 2018 |
| FC Honka Espoo            | 4       | 2006, 2007, 2008, 2017 |
| Åland United              | 3       | 2009, 2013, 2020 |
| KuPS Kuopio               | 3       | 2021, 2022, 2023 |
| Malmin Palloseura (MPS)   | 2       | 1994, 2003 |
| Puotinkylän Valtti        | 2       | 1982, 1983 |
| Kemin Into                | 2       | 1976, 1977 |
| FC United                 | 2       | 2002, 2004 |
| TPS Turku                 | 1       | 1978 |
| Kaunis Nainen Futis (KNF) | 1       | 1985 |
| PP-Futis                  | 1       | 1989 |
| Helsinki United           | 1       | 1990 |
| FC Kontu                  | 1       | 1993 |

## Goleadoras desde 2007
| Season | Jugadora          | Club             | Goles |
| ------ | ----------------- | ---------------- | ----- |
| 2007   | Taru Laihanen     | FC Honka Espoo   | 21    |
| 2008   | Nina Hietanen     | FC Kuusysi Lahti | 18    |
| 2009   | Rita Chikwelu     | FC United        | 22    |
| 2010   | Anna Auvinen      | NiceFutis        | 18    |
| 2011   | Felicia Schroeder | Åland United     | 22    |
| 2012   | Manya Makoski     | Åland United     | 31    |
| 2013   | Cynthia Uwak      | Åland United     | 18    |
| 2014   | Sanna Saarinen    | PK-35 Vantaa     | 20    |
| 2015   | Heidi Kollanen    | FC Ilves Tampere | 24    |
| 2016   | Sanni Franssi     | PK-35 Vantaa     | 20    |
| 2017   | Kaisa Collin      | PK-35 Vantaa     | 20    |
| 2018   | Gentjana Rochi    | JyPK             | 20    |
| 2019   | Jutta Rantala     | HJK Helsinki     | 22    |
| 2020   | Gentjana Rochi    | KuPS Kuopio      | 16    |
| 2021   | Gentjana Rochi    | KuPS Kuopio      | 26    |
| 2022   | Lavdie Begolli    | KuPS Kuopio      | 25    |
| 2023   | Lotta Lindström   | HJK Helsinki     | 15    |